# Dipoena liguanea
Dipoena liguanea là một loài nhện trong họ Theridiidae.
Loài này thuộc chi Dipoena. Dipoena liguanea được Herbert Walter Levi miêu tả năm 1963.